# 5813 Ейдзабуро
5813 Ейдзабуро (5813 Eizaburo, 1988 VL, 1954 PD, 1979 ON14) — астероїд головного поясу.
Тіссеранів параметр щодо Юпітера — 3,367.